# Lewis Seiler
Lewis Seiler (New York, 30 settembre 1890 – Los Angeles, 8 gennaio 1964) è stato un regista e sceneggiatore statunitense.

## Biografia
Seiler approda ad Hollywood nel 1919 come scrittore di gag prima e come assistente alla regia poi. Lavora in diverse occasioni con Tom Mix in numerose opere western durante gli anni venti. Dirige parecchi lavori drammatici, comici, d'avventura e polizieschi. Nel 1958 lascia il cinema per dedicarsi alla televisione.

## Filmografia parziale
- The Monkey Farm (1923)
- The Sleep Walker (1925)
- The Butterfly Man (1925)
- The Great K & A Train Robbery (1926)
- No Man's Gold (1926)
- The Last Trail (1927)
- La via delle stelle (The Air Circus), co-regia di Howard Hawks (1928)
- The Ghost Talks (1929)
- Lo scorpione (Girls Gone Wild)  (1929)
- No Man's Gold (1926)
- Sinfonia d'amore (A Song of Kentucky) (1929)
- El impostor (1931)
- Non c'è amore più grande (No Greater Love) (1932)
- Deception (1932)
- Frontier Marshal (1934)
- Charlie Chan in Paris - L'uomo dai due volti (Charlie Chan in Paris) (1935)
- Here Comes Trouble (1936)
- Nel cuore del nord (Hearth of the North) (1938)
- King of the Underworld (1939)
- La bolgia dei vivi (You Can't get Away With Murder) (1939)
- Acciaio umano (Hell's Kitchen) (1939)
- A sud di Suez (South of Suez) (1940)
- Il diavolo con le ali (International squadron) (1941)
- Benvenuti al reggimento (You're in the Army now) (1941)
- Il terrore di Chicago (The Big Shot) (1942)
- La febbre dell'oro nero (Pittsburgh) (1942)
- Guadalcanal (Guadalcanal Diary) (1943)
- Doll Face (1945)
- If I'm Lucky (1946)
- Gong fatale (Whiplash) (1948)
- Normandia (Breakthrough) (1950)
- Arrivano i carri armati (The Tanks Are Coming) (1951)
- L'altra bandiera (Operation Secret) (1952)
- I pirati della metropoli (The System) (1953)
- La rivolta delle recluse (Women's Prison) (1955)
- Posto di combattimento (Battle Station) (1956)
- L'arma del ricatto (Over-Exposed) (1956)
- La vera storia di Lynn Stuart (The True Story of Lynn Stuart) (1958)